# Nornicotin
Nornicotin ist eine chemische Verbindung aus der Gruppe der Alkaloide. Ihre Struktur leitet sich von der des Nicotins ab, das zusätzlich eine Methylgruppe am Stickstoffatom des Pyrrolidinrings besitzt.

## Vorkommen

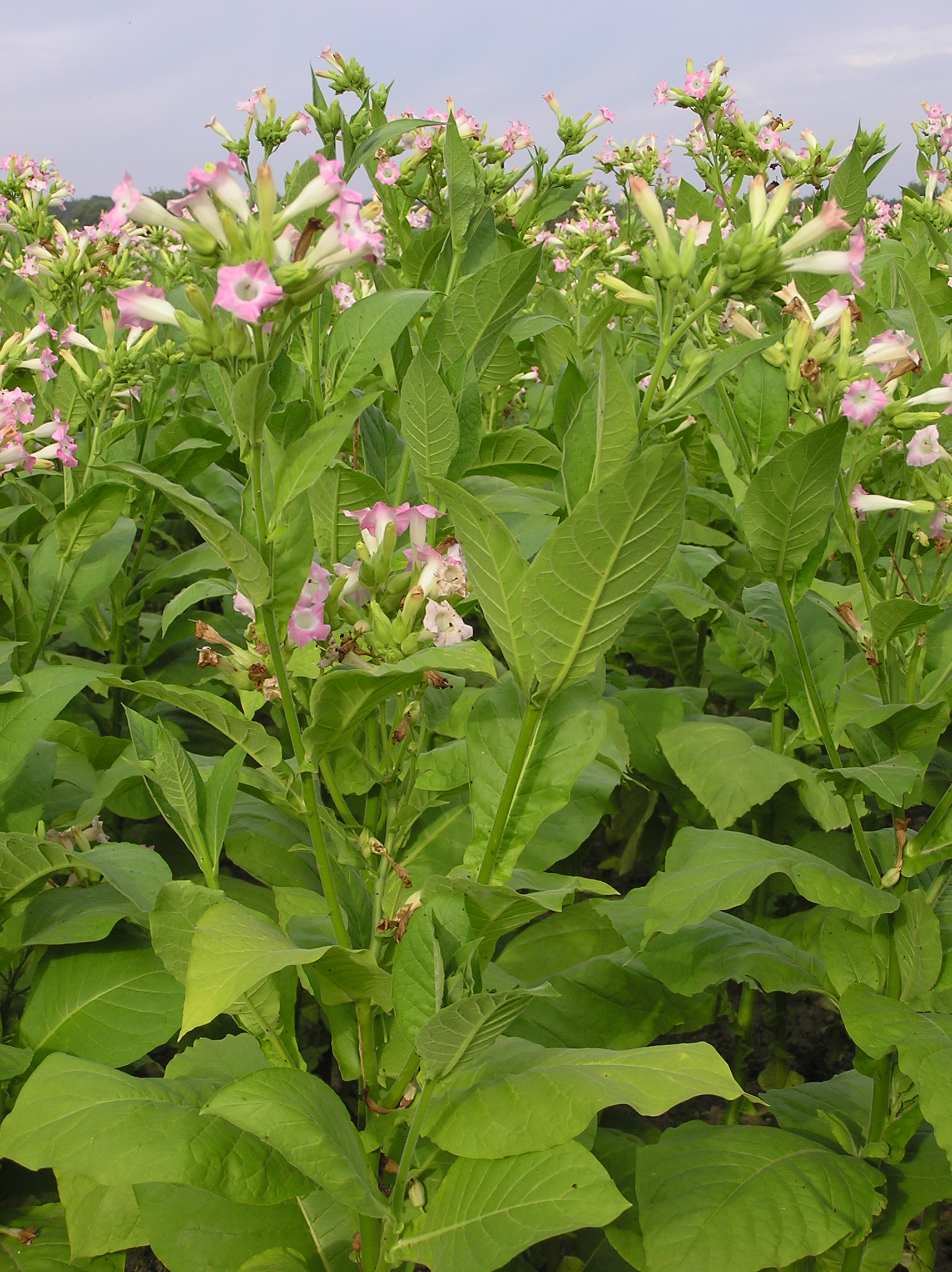
Feld mit Tabakpflanzen

Nornicotin tritt natürlich in einigen Tabakarten auf. Hier wird es durch die enzymatische Demethylierung von Nicotin gebildet. Als Metabolit des Nicotins wird es auch im Blut und Urin von Rauchern oder Versuchstieren gefunden.

## Herstellung
Zur Synthese von (RS)-Nornicotin können mehrere Wege beschritten werden. Hierzu gehört die Demethylierung von (RS)-Nicotin. Die Abspaltung der Methylgruppe kann beispielsweise durch die Reaktion mit Silberoxid bewerkstelligt werden:
Die Reduktion von 3-Myosmin beispielsweise mit molekularem Wasserstoff am Palladium-Aktivkohle-Katalysator oder mit Natriumborhydrid liefert (RS)-Nornicotin in mäßiger bis guter Ausbeute:

## Analytik
Die sichere Identifizierung und Quantifizierung von Nornicotin und vielen anderen Nicotinmetaboliten in verschiedenen Untersuchungsmaterialien gelingt nach hinreichender Probenvorbereitung durch Kopplung der HPLC mit der Massenspektrometrie.

## Eigenschaften
Bei Nornicotin handelt es sich um eine gelbe Flüssigkeit. Es ist eine chirale Verbindung die aus einem Pyridin- und einem Pyrrolidinring aufgebaut ist. Damit gibt es zwei Stereoisomere, (R)-Nornicotin und (S)-Nornicotin. Das mit Abstand wichtigste Stereoisomer ist (S)-Nornicotin, das häufig auch nur Nornicotin genannt wird. (S)-Nornicotin besitzt die gleiche Konfiguration, wie natürliches Nicotin. (R)-Nornicotin und (RS)-Nornicotin [Synonyme: rac-Nornicotin und (±)-Nornicotin] besitzen nur geringe Bedeutung.

## Reaktionen
Nornicotin kann zur Synthese von Nicotin Verwendung finden. Die Reaktion kann unter Einwirkung einer Base mit Methyliodid oder in einer Leuckart-Wallach-Reaktion mit Formaldehyd und Ameisensäure durchgeführt werden.